# Паріс Бордоне
 Паріс Бордоне (італ. Paris Bordone; 5 липня 1500 — 19 січня 1570) — венеційський художник. Малював релігійні й міфологічні картини, вівтарі, побутові композиції, портрети.

## Життєпис
Паріс Бордоне народився в невеличкому місті Тревізо, що розташоване на венеційській террафермі, материкових землях, які входили до складу Венеційської республіки. Вже в підлітковому віці перебрався у Венецію.
Є відомості, що художню освіту здобув у майстерні Тіціана. Про це свідчить і художня манера митця. Він добре засвоїв і довго експлуатував знахідки й риси ранньої манери Тіціана.
Окрім олійного живопису, Бордоне брався за створення фресок в самій Венеції, Тревізо і Віченці, але вони не збережені через вологий клімат і руйнації у війнах на території Італії.
У 1538 році він отримав замову на службу від французького короля Франциска І і перебував у Франції. Але виконані там портрети не збережені і відомі лише з літературних джерел.
Деякий час працював у багатих ремісничих містах південної Німеччини (Аугсбург, Мюнхен).
За припущеннями, з немолодим вже Бордоне зустрічався біограф більшості італійських художників і сам художник доби маньєризму — Джорджо Вазарі.

## Художня манера
Бордоне настільки вдало імітував ранню художню манеру вчителя Тіціана, що деякі твори молодого художника плутали з ранніми творами попередника. Надалі творчі шляхи Тіціана і Паріса розійшлися. Тіціан майже до смерті дотримувався реалістичної манери з ретельним вивченням натури. Менш обдарований Бордоне покладатиметься на власну пам'ять, колись засвоєні уроки і широко використовуватиме не свої знахідки і в композиції, і в колориті (хоча той по венеційські багатий).
Фігурам на картинах Паріса Бордоне притаманні незбалансовані пропорції й неприродні рухи і жести. Тло картин займають штучно створені архітектурні споруди, мета яких продемонструвати власну майстерність і знання перспективи. Найвдалішими були архітектурні фрагменти у вівтарях, але Паріс Бордоне тільки вдало використовував давній іконографічний зразок, давно вироблений його попередниками в Венеції. Він лише наслідував давню традицію, не вносячи в неї нічого творчо нового.

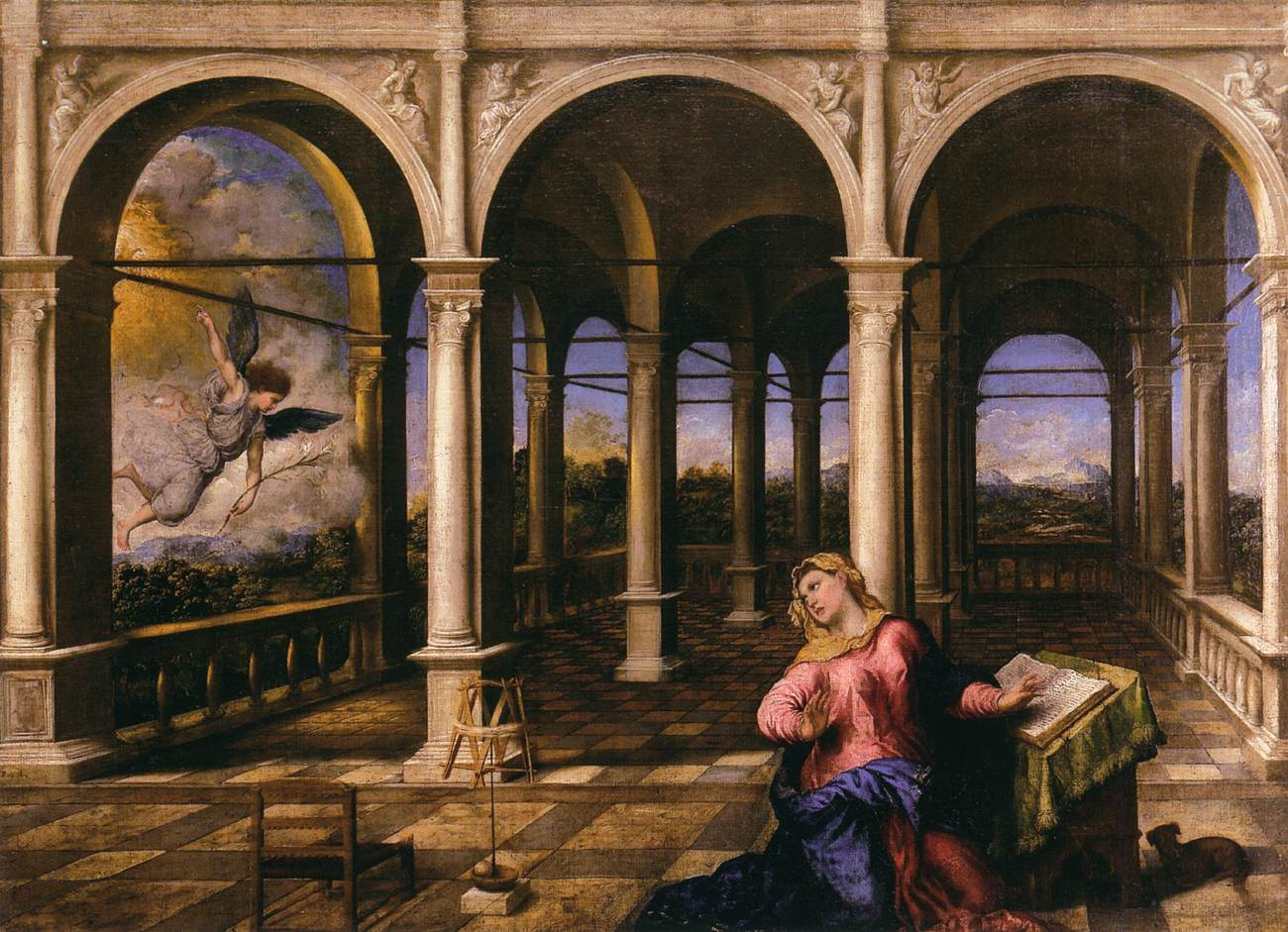
«Благовіщення»
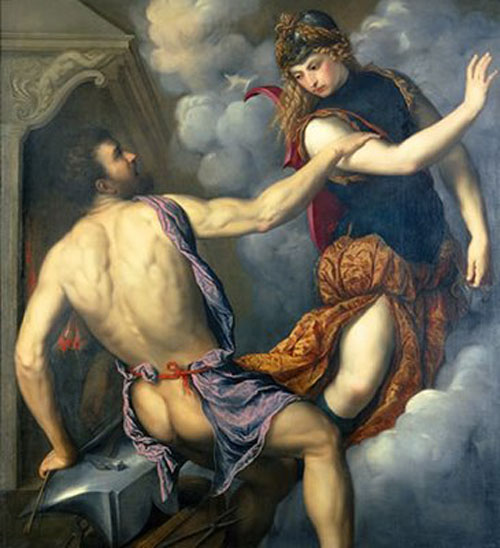
«Афіна відхиляє залицяння Гефеста»
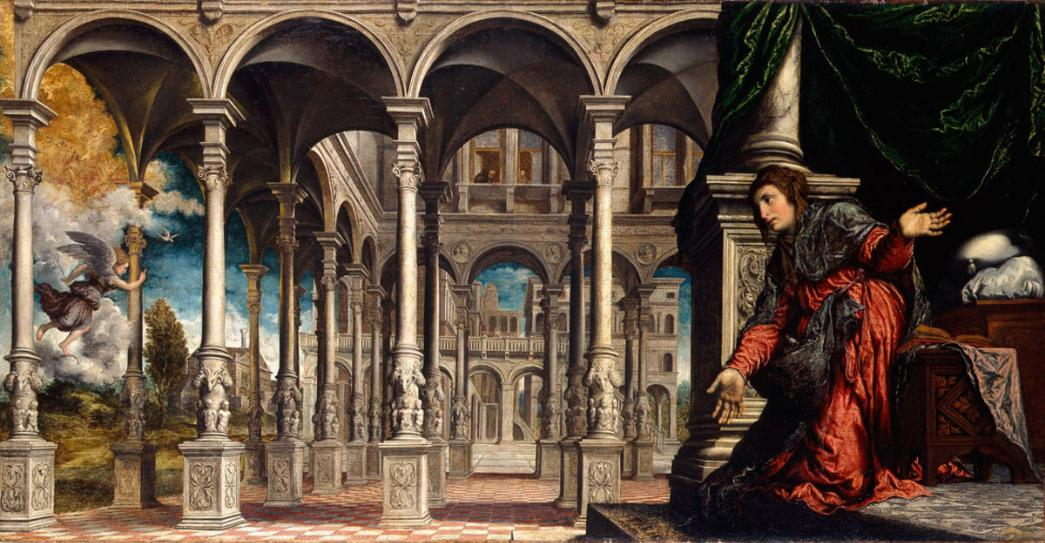
Новий варіант «Благовіщення»
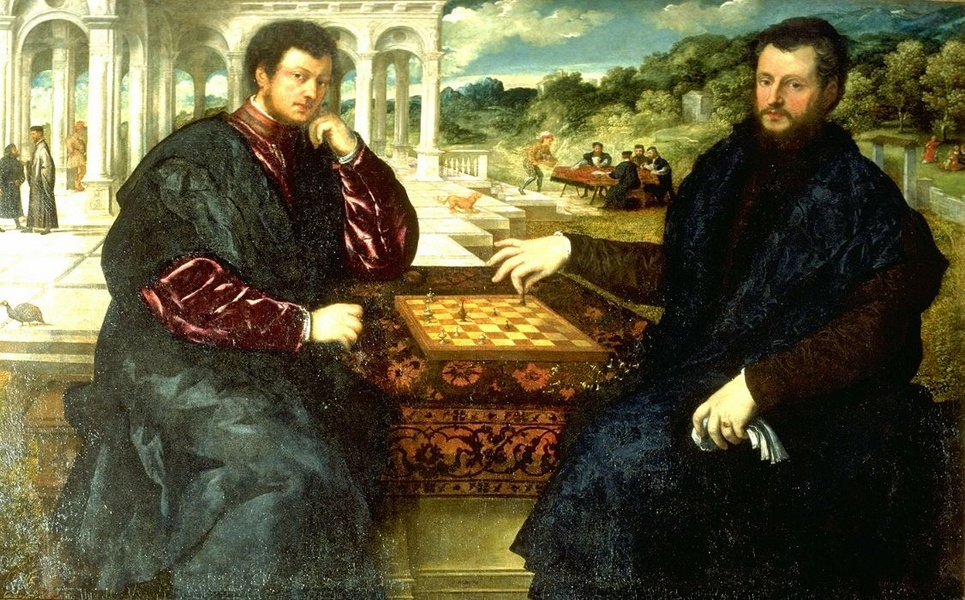
«Гравці в шахи»
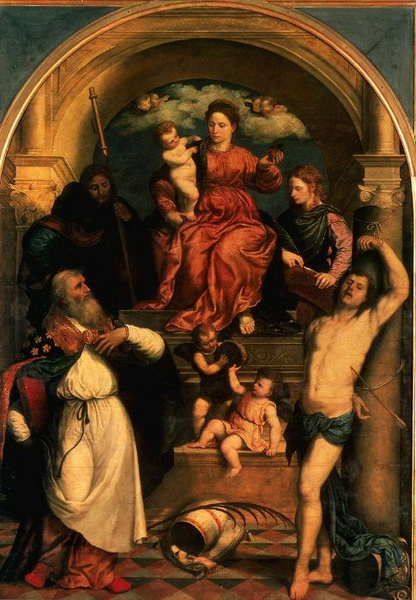
Вівтар «Мадонна на троні і Св. Фабіан, Рох, Себастьян і Катерина Александрійська», Берлін

## Вибран твори
- «Благовіщення», різні варіанти

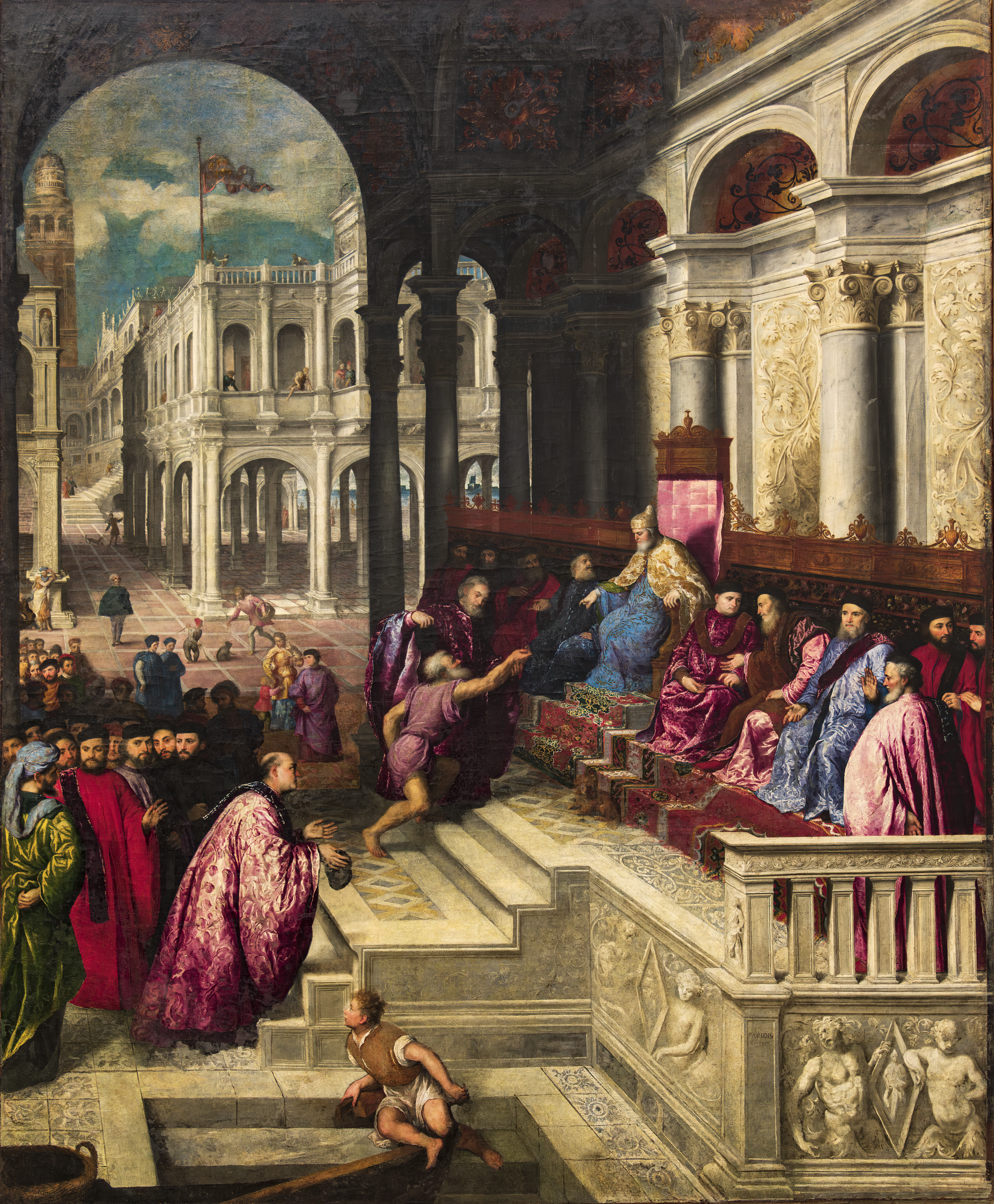
«Вручення персня дожу», бл. 1535. Галерея Академії, Венеція

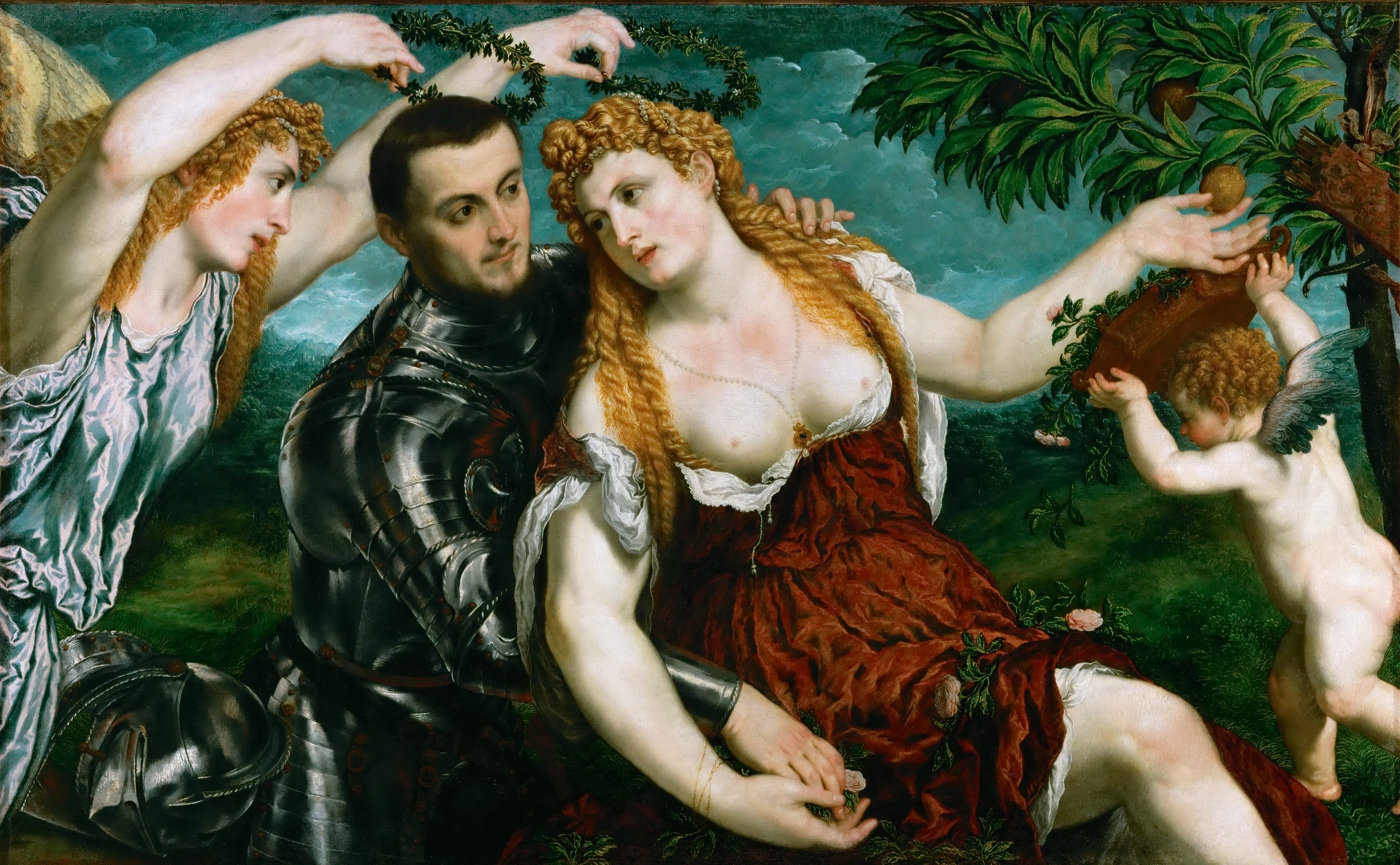
«Алегорія з Марсом, Венерою, Вікторією і Купідоном», бл. 1560. Музей історії мистецтв, Відень

- «Мадонна з немовлям», Державний музей, Амстердам
- «Мадонна на троні і Св. Фабіан, Рох, Себастьян і Катерина Александрійська», Берлін.
- «Алегорія кохання» (Венера і Марс)
- «Венеційські коханці», Пінакотека Брера, Мілан
- «Венера і Адоніс», різні варіанти
- «Дві венеційки і служниця»
- «Гравці в шахи»
- «Альвізе Кантаріні»
- «Христос»
- «12-річний Христос серед книжників», Музей Гарднер, Бостон
- «Томас Стакел», Лувр, Париж
- «Венера і Амур», Галерея Франкетті, Венеція
- «Вручення персня дожу», бл. 1535. Галерея Академії, Венеція
- «Алегорія з Марсом, Венерою, Вікторією і Купідоном», бл. 1560. Музей історії мистецтв, Відень
- «Куртизанка з зеленою мантією», Музей історії мистецтв, Відень
- «Невідома венеційка з сином», Ермітаж, Санкт-Петербург
- «Лицар в обладунках і два пажі», Метрополітен-музей, Нью-Йорк
- «Відпочинок Святої Родини на шляху до Єгипту», Музей красних мистецтв, Страсбург
- «Портрет венеційської пані», Палаццо Пітті, Флоренція
- «Мисливець та Німфа», Відень
- «Венера і Амур», Варшава
- Вівтар «Свята бесіда» (Мадонна на троні зі святими), Варшава
- «Венера, Флора, Марс і Купідон», Ермітаж, Санкт-Петербург